# Статив (техника)
 За употребата на стативи в изобразителното изкуство и музиката вижте Статив.  
Статив е уред за поставяне на инструменти, уреди, апарати, и др. Стативът е част от устройството или допълнително приспособление за: фотоапарат, видеокамера, кинокамера, микроскоп и други физически и геодезически инстументи.
Лабораторният статив е необходим атрибут в химическата (медицинска) лаборатория.
Стативите могат да имат различна конструкция според предназначението им. Разпространена форма е триножникът.